# Globoendothyra
Globoendothyra es un género de foraminífero bentónico de la subfamilia Endothyrinae, de la familia Endothyridae, de la superfamilia Endothyroidea, del suborden Fusulinina y del orden Fusulinida. Su especie tipo es Globoendothyra pseudoglobulus. Su rango cronoestratigráfico abarca desde el Viseense hasta el Moscoviense (Carbonífero inferior).

## Discusión
Clasificaciones más recientes incluyen Globoendothyra en el suborden Endothyrina, del orden Endothyrida, de la subclase Fusulinana de la clase Fusulinata. Algunas clasificaciones incluyen Globoendothyra en la Subfamilia Globoendothyrinae, de la Familia Globoendothyridae.

## Clasificación
Se han descrito numerosas especies de Globoendothyra. Entre las especies más interesantes o más conocidas destacan:
- Globoendothyra pseudoglobulus †
- Globoendothyra parva †
- Globoendothyra tomiliensis †

Un listado completo de las especies descritas en el género Globoendothyra puede verse en el siguiente anexo.
En Globoendothyra se han considerado los siguientes subgéneros:
- Globoendothyra (Eogloboendothyra), también considerado como género Eogloboendothyra y aceptado como Latiendothyra
- Globoendothyra (Globoomphalotis), también considerado como género Globoomphalotis